# Évrard des Barrès
Évrard des Barrès także Eberhard von Barres, albo Eberhard De Bären (zm. 25 listopada 1174 w Cîteaux) – trzeci z kolei wielki mistrz zakonu templariuszy w l. 1147 – 1152
Jako mistrz prowincji francuskiej brał udział w II wyprawie krzyżowej, podczas której on i jego rycerze wsławili się ocaleniem armii krzyżowców w górach Cylicji. Po ostatecznej klęsce krucjaty powrócił do Francji, będąc już wielkim mistrzem templariuszy. Pragnąc poświęcić się życiu kontemplacyjnemu, zrzekł się funkcji wielkiego mistrza i wstąpił do klasztoru cystersów w Clairvaux w 1152 r. 